# Kelly Jonker

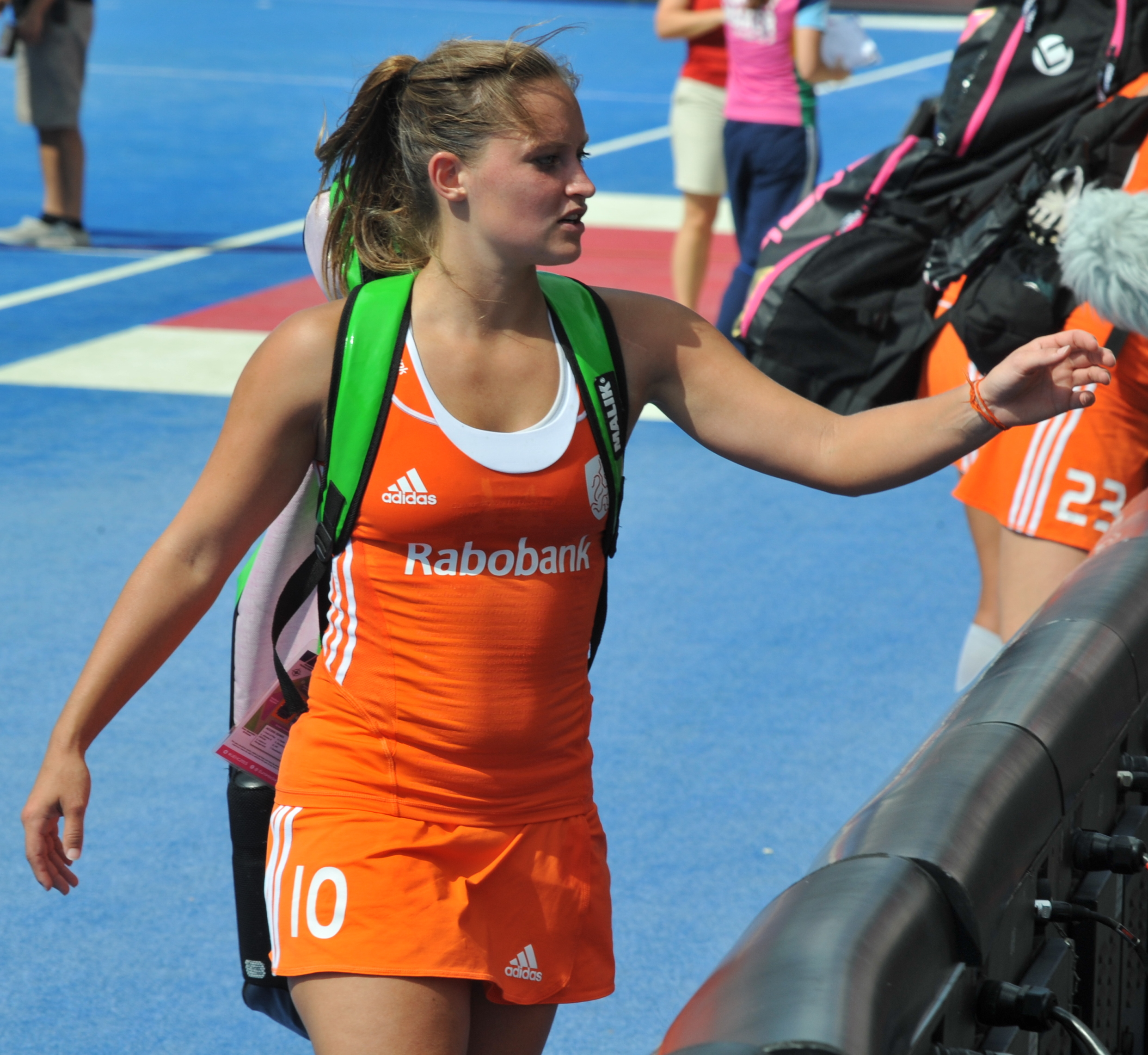
Kelly Jonker (2015)

Kelly Maria Jonker (* 23. Mai 1990 in Amstelveen) ist eine niederländische Hockeyspielerin. Sie war Olympiasiegerin 2012 und gewann 2016 die olympische Silbermedaille. Sie war Weltmeisterin 2014 und 2018 sowie Europameisterin 2017 und 2019.

## Leben
Die 1,59 m große Kelly Jonker vom Amsterdamsche Hockey & Bandy Club debütierte 2008 in der Nationalmannschaft. Die Angriffsspielerin bestritt 168 Länderspiele, in denen sie 68 Tore erzielte.(Stand 31. Dezember 2020)
Bei den Olympischen Spielen 2008 gehörte Kelly Jonker zwar zum niederländischen Team, blieb aber ohne Einsatz und erhielt deshalb auch keine olympische Goldmedaille. Das erste große Turnier, bei dem sie als Spielerin aktiv mitwirkte, war die Weltmeisterschaft 2010 in Rosario. Die Niederländerinnen gewannen ihre Vorrundengruppe vor der deutschen Mannschaft und bezwang im Halbfinale das englische Team nach Siebenmeterschießen. Im Finale unterlagen die Niederländerinnen den Argentinierinnen mit 1:3. Bei den Olympischen Spielen 2012 in London siegten die Niederländerinnen in ihrer Vorrundengruppe vor den Britinnen. Nach einem Halbfinalsieg im Shootout nach Verlängerung gegen die neuseeländische Mannschaft bezwangen die Niederländerinnen im Finale die Argentinierinnen mit 2:0.
Nach einer Bronzemedaille bei der Europameisterschaft 2013 in Boom waren die Niederlande gastgebende Nation bei der Weltmeisterschaft 2014 in Den Haag. Die Niederländerinnen gewannen ihre Vorrundengruppe vor dem australischen Team, im direkten Vergleich gewannen die Niederländerinnen mit 2:0. Nach einem 4:0 im Halbfinale gegen Argentinien trafen die Niederländerinnen im Finale erneut auf die Australierinnen und siegten wieder mit 2:0. Bei der Europameisterschaft 2015 in London belegten die Niederländerinnen den zweiten Platz hinter den Engländerinnen. 2016 bei den Olympischen Spielen in Rio de Janeiro gewannen die Niederländerinnen ihre Vorrundengruppe vor den Neuseeländerinnen. Nach einem 3:2 gegen die argentinische Mannschaft im Viertelfinale und einem Halbfinalsieg nach Penaltyschießen gegen die deutschen Damen trafen die Niederländerinnen im Finale auf die britische Mannschaft und unterlagen im Penaltyschießen.
2017 siegten die Niederländerinnen bei der Europameisterschaft in Amstelveen. Im Jahr darauf fand die Weltmeisterschaft in London statt. Die Niederländerinnen gewannen ihre Vorrundengruppe und bezwangen im Viertelfinale die englischen Gastgeberinnen. Nach einem Halbfinalsieg im Siebenmeterschießen gegen Australien trafen die Niederländerinnen im Finale auf die irische Mannschaft. Die Niederländerinnen gewannen das Finale mit 6:0. Kelly Jonker erzielte im Turnierverlauf sechs Treffer, darunter einen im Finale. 2019 verteidigten die Niederländerinnen ihren Europameistertitel bei der Europameisterschaft in Antwerpen.